# Ambassade de France en Égypte
L'ambassade de France en Égypte est la représentation diplomatique de la République française auprès de la république arabe d'Égypte. Elle est située à Gizeh, face au Caire, la capitale du pays, et son ambassadeur est, depuis 2024, Éric Chevallier (d).

## Ambassade
L'ambassade est située avenue Charles-de-Gaulle, à Gizeh, sur la rive gauche du Nil, face à la vieille ville du Caire. Le consulat général de France, se trouve à Gizeh, 7, rue Abi-Shammar.

## Histoire

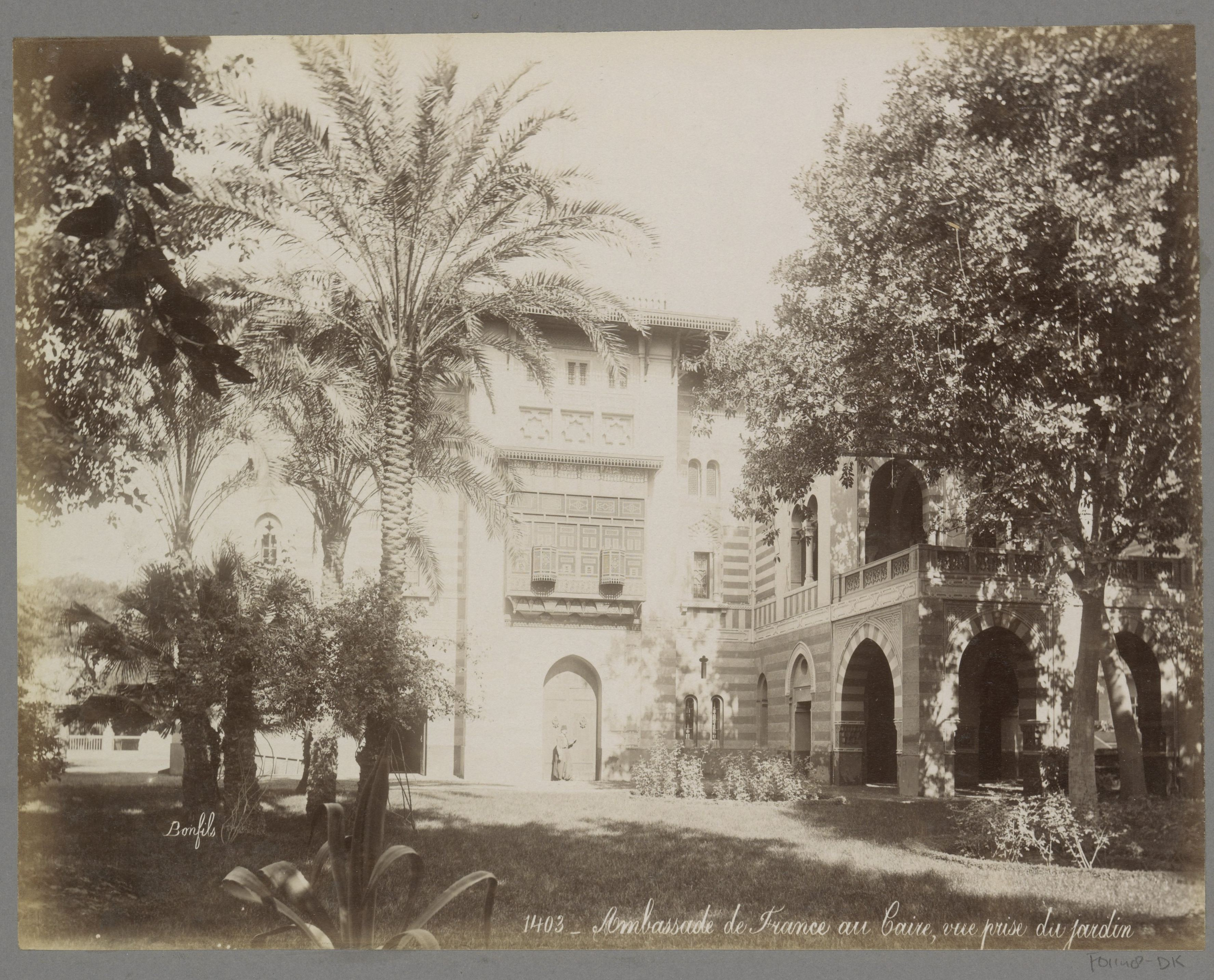
L'ambassade de France au Caire, vers 1895.

Historiquement installée à Alexandrie, la représentation diplomatique française se déplace au Caire en 1876. En 1886, le ministère des Affaires étrangères achète un hôtel particulier de style mauresque, construit quelques années auparavant par le baron Charles Gaston de Saint-Maurice. Au cours des années, le bâtiment se dégrade et devient inhabitable : il faut trouver une autre résidence.
Le choix se porte sur une villa de style Art déco construite en 1924 par les architectes Max Edrei et Jacques Hardy sur les bords du Nil à Guiza, villa ayant appartenu à Sinout bey Hanna, riche bourgeois copte. À la mort de ce dernier, en 1936, la villa est vendue à la France pour en faire la résidence de l’ambassadeur et elle est aménagée par les décorateurs du mobilier national.
Il reste à construire une nouvelle chancellerie. En 1937, Georges Parcq, architecte français, la fait édifier dans un angle du jardin de la résidence, en réutilisant une grande partie du décor et des richesses artistiques de l’ancien hôtel du baron de Saint-Maurice.
Le grand salon de l’hôtel Saint-Maurice est devenu l’actuel grand hall de la chancellerie ; les plafonds à caisson sont constitués de boiseries provenant d’anciennes maisons du Caire ; le plafond d’une des alcôves est bordé d’une frise portant le nom de l’émir Chaykhu datant du XIVe siècle ; les portes en bois étoilées d’ivoire et de nacre datent du XIVe siècle ; la porte monumentale de l’entrée principale, en bois recouvert de bronze, date du XIIIe siècle.
Le 19 février 1938, la nouvelle légation, l’actuelle ambassade de France, est inaugurée par Pierre de Witasse, envoyé extraordinaire et ministre plénipotentiaire, qui donne une réception à cette occasion.

## Ambassadeurs de France en Égypte
| De                | À                 | Ambassadeur                                           |
| ----------------- | ----------------- | ----------------------------------------------------- |
| 1946              | 1950              | Gilbert Arvengas                                      |
| 1950              | 1955              | Maurice Couve de Murville                             |
| 1955              | 1956              | Armand de Blanquet du Chayla                          |
| 1956              | 1963              | Rupture des relations diplomatiques (affaire de Suez) |
| 1963              | 1968              | Jacques Roux                                          |
| 1968              | 1972              | François Puaux                                        |
| 1972              | 1976              | Bruno de Leusse                                       |
| 1976              | 1979              | Jacques Senard                                        |
| 1979              | 1981              | Jacques Andréani                                      |
| 1981              | 24 janvier 1985   | Philippe Cuvillier                                    |
| 24 janvier 1985   | 1989              | Pierre Hunt                                           |
| 1989              | 1991              | Alain Dejammet                                        |
| 1991              | 1996              | Patrick Leclercq                                      |
| 1996              | 2000              | Jean-Marc de La Sablière                              |
| 2000              | 1er novembre 2002 | François Dopffer                                      |
| 1er novembre 2002 | 2005              | Jean-Claude Cousseran                                 |
| 2005              | 2008              | Philippe Coste                                        |
| 2008              | 16 avril 2012     | Jean Félix-Paganon                                    |
| 16 avril 2012     | 15 septembre 2014 | Nicolas Galey                                         |
| 15 septembre 2014 | 20 avril 2017     | André Parant                                          |
| 20 avril 2017     | 30 juillet 2021   | Stéphane Romatet                                      |
| 30 juillet 2021   | 18 janvier 2024   | Marc Baréty                                           |
| 18 janvier 2024   | auj.              | Éric Chevallier                                       |

## Relations diplomatiques
À la suite de la crise du canal de Suez, les relations diplomatiques entre les deux pays sont interrompues en octobre 1956. Elles ne sont rétablies que le 11 avril 1963 par l'intermédiaire du chargé d'affaires Henri Froment-Meurice.

## Consulats
Outre celui du Caire, il existe un autre consulat général de France à Alexandrie, ainsi que trois consuls honoraires situés à :
- Charm el-Cheikh
- Hurghada
- Louxor

### Communauté française
Le nombre de Français établis en Égypte est estimé à environ 7 000, principalement dans les gouvernorats du Caire et d'Alexandrie. Au 31 décembre 2016, 6 030 sont inscrits sur les registres consulaires en Égypte.
| 2001  | 2002  | 2003  | 2004  |
| ----- | ----- | ----- | ----- |
| 3 807 | 4 123 | 4 322 | 5 360 |

| 2005  | 2006  | 2007  | 2008  |
| ----- | ----- | ----- | ----- |
| 5 331 | 5 872 | 4 984 | 5 579 |

| 2009  | 2010  | 2011  | 2012  |
| ----- | ----- | ----- | ----- |
| 6 016 | 6 381 | 6 483 | 6 284 |

| 2013  | 2014  | 2015  | 2016  |
| ----- | ----- | ----- | ----- |
| 5 971 | 5 905 | 6 090 | 6 030 |

| 2017  | 2018  | 2019  | 2020  |
| ----- | ----- | ----- | ----- |
| 6 034 | 5 951 | 5 708 | 5 223 |

| 2021  | - | - | - |
| ----- | - | - | - |
| 5 321 | - | - | - |

### Circonscriptions électorales
Depuis la loi du 22 juillet 2013 réformant la représentation des Français établis hors de France avec la mise en place de conseils consulaires au sein des missions diplomatiques, les ressortissants français de l'Égypte élisent pour six ans trois conseillers consulaires. Ces derniers ont trois rôles :
1. ils sont des élus de proximité pour les Français de l'étranger ;
2. ils appartiennent à l'une des quinze circonscriptions qui élisent en leur sein les membres de l'Assemblée des Français de l'étranger ;
3. ils intègrent le collège électoral qui élit les sénateurs représentant les Français établis hors de France.

Pour l'élection à l'Assemblée des Français de l'étranger, l'Égypte appartenait jusqu'en 2014 à la circonscription électorale du Caire comprenant aussi le Soudan, et désignant deux sièges. L'Égypte appartient désormais à la circonscription électorale « Afrique du Nord » dont le chef-lieu est Casablanca et qui désigne sept de ses quarante conseillers consulaires pour siéger parmi les quatre-vingt-dix membres de l'Assemblée des Français de l'étranger.
Pour l'élection des députés des Français de l’étranger, l'Égypte dépend de la 10e circonscription.